# مارک اوانس
مارک اوانس (انگلیسی: Mark Evans؛ زادهٔ ۱۶ اوت ۱۹۵۷) قایقران روئینگ اهل کانادا بود.